# 反逆者 (小説)
『反逆者』（トリズナー）は、弥生翔太による日本のライトノベル。イラストは藤真拓哉が担当。スーパーダッシュ文庫（集英社）より2008年9月から2009年9月まで刊行された。第7回スーパーダッシュ小説新人賞佳作受賞作。

## ストーリー
特別治安維持局(通称・特維局)で働いていた浩平は、ある日、シア・ヴァレンタインの護衛の任務を受ける。

## 登場人物
立花 浩平(たちばな こうへい)
高校2年生。適合率93％を出した。これに関しては、秋さん曰く、｢この数値を超える者は後にも先にもいないだろう。｣
生まれつき、他人の死を未来予知できる。この未来予知は外れたことがない。ただし、いつ見られるかわからないし、半年ぐらいに一度しかおきない。
シア・ヴァレンタイン
中学2年生。養父の実験で不死身の存在。
ちょっとドジな面があり、跳び箱で飛ぶ前に転ぶ、ハンバーガーにナイフとフォークを求める等していた。
白石 愛海 (しらいし まなみ)
浩平の隣に住んでいる少女で、同級生。頭もよく、運動神経もそれなりに高い。いずれ浩平を裏切りそうな秋山の能力を危険視している。
北条 椿(ほうじょう つばき)
2巻にて登場。浩平の後輩で適合率77％を出した。ハビンジャーの能力を無駄遣いして浩平によく夜這いをかける。
秋山 浩太郎(あきやま こうたろう)
浩平の上司。浩平から｢秋さん｣と呼ばれている。浩平を尻に敷いていそうな愛海の能力をちょっとだけ危険視している。

## 既刊一覧
- 弥生翔太（著） / 藤真拓哉（イラスト） 『反逆者』 集英社〈スーパーダッシュ文庫〉、全2巻
  1. 2008年9月25日発売[2]、ISBN 978-4-08-630447-4
  2. 2009年9月25日発売[3]、ISBN 978-4-08-630508-2